# Episodi di Broken Arrow (seconda stagione)
La seconda stagione della serie televisiva Broken Arrow è stata trasmessa in anteprima negli Stati Uniti d'America dalla ABC tra il 1º ottobre 1957 e il 24 giugno 1958.
| nº | Titolo originale     | Titolo italiano | Prima TV USA     | Prima TV Italia |
| -- | -------------------- | --------------- | ---------------- | --------------- |
| 1  | White Man's Magic    |                 | 1º ottobre 1957  |                 |
| 2  | Conquistador         |                 | 8 ottobre 1957   |                 |
| 3  | Apache Child         |                 | 15 ottobre 1957  |                 |
| 4  | Ghost Sickness       |                 | 22 ottobre 1957  |                 |
| 5  | Black Moment         |                 | 29 ottobre 1957  |                 |
| 6  | The Arsenal          |                 | 5 novembre 1957  |                 |
| 7  | Devil's Eye          |                 | 12 novembre 1957 |                 |
| 8  | The Teacher          |                 | 19 novembre 1957 |                 |
| 9  | The Bounty Hunters   |                 | 26 novembre 1957 |                 |
| 10 | Renegades Return     |                 | 3 dicembre 1957  |                 |
| 11 | Smoke Signal         |                 | 10 dicembre 1957 |                 |
| 12 | Son of Cochise       |                 | 17 dicembre 1957 |                 |
| 13 | White Savage         |                 | 24 dicembre 1957 |                 |
| 14 | Indian Medicine      |                 | 31 dicembre 1957 |                 |
| 15 | Water Witch          |                 | 7 gennaio 1958   |                 |
| 16 | Kingdom of Terror    |                 | 14 gennaio 1958  |                 |
| 17 | Bad Boy              |                 | 21 gennaio 1958  |                 |
| 18 | Massacre             |                 | 28 gennaio 1958  |                 |
| 19 | Shadow of Cochise    |                 | 4 febbraio 1958  |                 |
| 20 | Warrant for Arrest   |                 | 11 febbraio 1958 |                 |
| 21 | Escape               |                 | 18 febbraio 1958 |                 |
| 22 | Aztec Treasure       |                 | 25 febbraio 1958 |                 |
| 23 | Hired Killer         |                 | 4 marzo 1958     |                 |
| 24 | Panic                |                 | 11 marzo 1958    |                 |
| 25 | The Duel             |                 | 18 marzo 1958    |                 |
| 26 | The Iron Maiden      |                 | 25 marzo 1958    |                 |
| 27 | The Sisters          |                 | 1º maggio 1958   |                 |
| 28 | War Trail            |                 | 8 aprile 1958    |                 |
| 29 | Turncoat             |                 | 15 aprile 1958   |                 |
| 30 | Power                |                 | 22 aprile 1958   |                 |
| 31 | Bear Trap            |                 | 29 aprile 1958   |                 |
| 32 | Old Enemy            |                 | 6 maggio 1958    |                 |
| 33 | Blood Brother        |                 | 13 maggio 1958   |                 |
| 34 | Courage of Ling Tang |                 | 20 maggio 1958   |                 |
| 35 | Backlash             |                 | 27 maggio 1958   |                 |
| 36 | Manhunt              |                 | 3 giugno 1958    |                 |
| 37 | The Outlaw           |                 | 10 giugno 1958   |                 |
| 38 | Jeopardy             |                 | 17 giugno 1958   |                 |
| 39 | The Transfer         |                 | 24 giugno 1958   |                 |